# Casa de Broglie

Escut d'armes de la Casa de Broglie

La Casa de Broglie (francès: Maison de Broglie) és una família noble francesa, originària del Piemont que va emigrar a França l'any 1643.

## Membres de la família

### Comtes de Broglie
- François-Marie, comte de Broglie (1611-1656)
- Victor-Maurice, comte de Broglie (1647-1727), fill de l'anterior. Mariscal de França.

### Ducs de Broglie
- François-Marie, 1r duc de Broglie, mariscal de França
- Victor-François, 2n duc de Broglie
- Victor, 3r duc de Broglie
- Albert, 4t duc de Broglie
- Victor, 5è duc de Broglie
- Maurice, 6è duc de Broglie, fill de l'anterior.
- Louis, 7è duc de Broglie, germà de l'anterior. Premi Nobel de Física l'any 1929.
- Victor-François, 8è duc de Broglie
- Philippe-Maurice, 9è duc de Broglie, germà de l'anterior.

### Altres membres destacats
- Charles Louis Victor, príncep de Broglie (1756–1794)